# Санту-Адриан (Армамар)
Санту-Адриан (порт. Santo Adrião) — район (фрегезия) в Португалии, входит в округ Визеу. Является составной частью муниципалитета Армамар. По старому административному делению входил в провинцию Траз-уж-Монтиш и Алту-Дору. Входит в экономико-статистический субрегион Доуру, который входит в Северный регион. Население составляет 145 человек на 2001 год. Занимает площадь 3,87 км².

## История

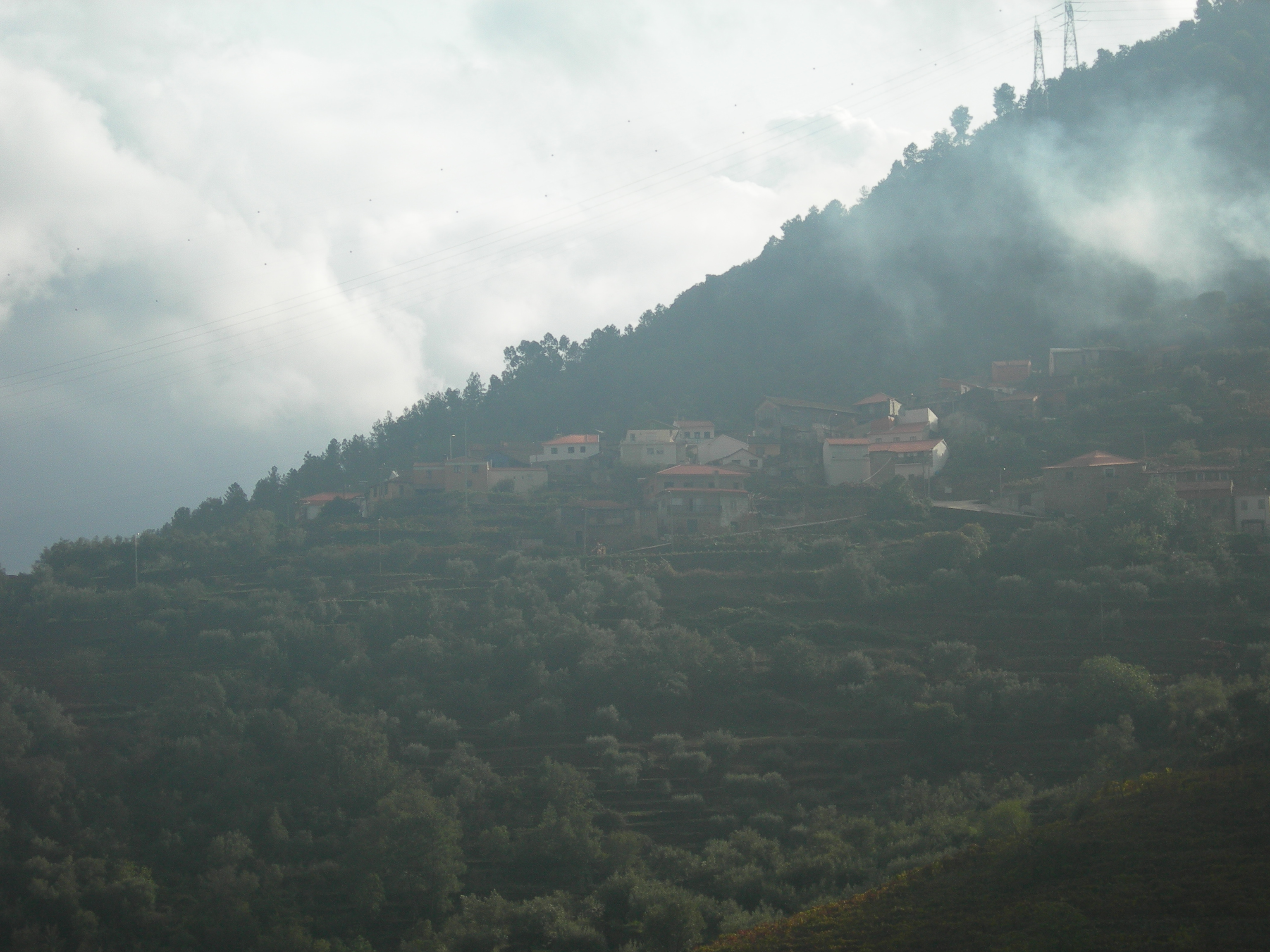

Район основан в 1527 году.